# Glen Dudbridge
Glen Dudbridge, né à Clevedon dans le North Somerset en 1938 et mort le 5 février 2017, est un sinologue britannique, membre de la British Academy (FBA), spécialisé dans la littérature et la culture religieuse de la Chine, se rapportant à la période du VIIIe au XVIIe siècle. Ses travaux ont principalement été consacrés aux traditions narratives et à la culture vernaculaire.

## Biographie
Glen Dudbrige obtient le diplôme de chinois (BA) à l’université de Cambridge en 1962. Il étudie ensuite au New Asian Research Institute de Hong Kong (aujourd'hui université de Hong Kong) de 1963 à 1964. Il obtient son doctorat en philosophie à l'université d'Oxford, en 1967.
De 1965 à 1985, il est maître de conférences à l'université d'Oxford, où il enseigne le chinois moderne.
En 1984, il est élu membre de l'Académie britannique. De 1985 à 1989, il est professeur à l’université de Cambridge.
Il est nommé Shaw Professeur de chinois en 1989,à l’université d’Oxford, poste qu’il occupe jusqu’en 2005, où il assume également la fonction de directeur de l'Institut d'études chinoises.
Il enseigne également dans les universités étrangères :
- aux États-Unis : université Yale, université de Berkeley ;
- en Chine : université normale de Pékin et université chinoise de Hong Kong.

Il devient membre honoraire de l'Académie chinoise des sciences sociales en 1996.
De 1998 à 2002, il préside l'Association européenne d'études chinoises,,.

## Publications
- (en) The tale of Li Wa: study and critical edition of a Chinese story from the ninth century, Londres, Ithaca Press, Oxford Oriental Institute Monographs, 1983, 204 p. (ISBN 978-0-86372-001-7).
- (en) The Legend of Miao-shan
  - Première édition : London, Ithaca Press, 1978.
  - Édition chinoise, Taibei, 1999.
  - Réédition la plus récente : Oxford, Oxford Oriental Monographs, 19 février 2004, 172 p. (ISBN 978-0-19-926671-5, lire en ligne).
- (en) Religious experience and lay society in T’ang China: a reading of Tai Fu’s ‘Kuang –i chi’, Cambridge University Press, 1995, réédité le 20 juin 2002, 272 p. (ISBN 978-0-521-89322-0, lire en ligne).
- (en) The Hsi-yu chi: a study of antecedents to the sixteenth-century Chinese novel, Cambridge University Press, 2 septembre 1970, 219 p. (ISBN 978-0-521-07632-6, lire en ligne).
- (en) Books, tales and vernacular culture : papers on China, Leyde (Pays-Bas), Brill, 11 octobre 2005, 325 p. (ISBN 978-90-04-14770-6, lire en ligne).
- (en) A portrait of Five Dynasties China, from the memoirs of Wang Renyu (880-956), Oxford University Press, Oxford University Press, 28 février 2013, 272 p. (ISBN 978-0-19-967068-0, lire en ligne).